# Naya Rivera
Naya Marie Rivera (Santa Clarita, 12 gennaio 1987 – Lago Piru, 8 luglio 2020) è stata un'attrice e cantante statunitense, nota principalmente per il ruolo di Santana Lopez nella serie televisiva Glee (2009-2015).

## Biografia
Proveniente da una famiglia di origini portoricane e tedesche, Naya Rivera nacque e crebbe nella città californiana di Santa Clarita. Figlia di Yolanda, ex modella, e di George Rivera, era la sorella maggiore di Mychal Rivera, giocatore di football che ha militato negli Oakland Raiders, e di Nickayla Rivera, anche lei modella. Si trasferì con la madre a Los Angeles quando fu ingaggiata dalla stessa agenzia che rappresentava la madre.
Da bambina, Naya apparve in spot pubblicitari per Kmart, ma il suo primo lavoro significativo, all'età di quattro anni, fu il ruolo di Hillary Winston nella serie televisiva The Royal Family (1991) prodotta da Eddie Murphy. Tra il 1992 e il 2002 ottenne piccole parti in Willy, il principe di Bel-Air, Otto sotto un tetto, Live Shot, Baywatch, Un genio in famiglia, House Blend, Even Stevens e Il maestro cambiafaccia. Nel 2002 comparve inoltre nel video musicale per i B2K Why I Love You e in un episodio del The Bernie Mac Show, salvo poi ritornare a prendere parte ad altri dieci episodi nella quinta stagione. In seguito recitò anche in 8 semplici regole e CSI: Miami.
Nel 2009 venne scelta per interpretare il ruolo della cheerleader Santana Lopez nella serie televisiva Glee, prodotta da Ryan Murphy. Il successo riscosso dalla serie le valse la popolarità a livello internazionale: a partire dalla seconda stagione di Glee le venne dato maggiore spazio ed ebbe modo di dimostrare le sue doti di attrice e cantante. Il suo personaggio di liceale alle prese con la scoperta del proprio orientamento sessuale fu apprezzato dalla critica e incoraggio molte adolescenti lesbiche a fare coming out, come dichiarato da diverse sue fan su Twitter. Naya interpretò il ruolo fino alla conclusione della serie, avvenuta nel 2015.
Nel 2010, la rivista Maxim la inserì nella lista delle cento donne più sexy dell'anno, alla 61ª posizione; l'anno successivo si piazzò al quarantatreesimo posto, mentre nel 2012 si classificò al numero 27. Tra il 2011 e il 2012, la Rivera si aggiudicò complessivamente tre ALMA Awards per il suo ruolo in Glee.

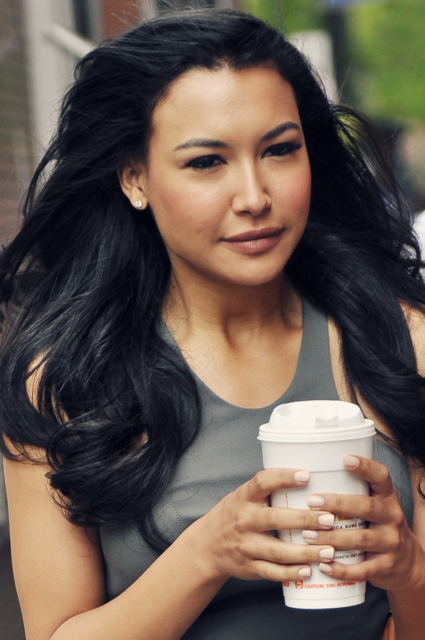
Naya Rivera a New York nel 2011

Nel dicembre 2012 apparve in qualità di artista ospite in una cover di Supermassive Black Hole dei Muse, realizzata dal gruppo 2CELLOS. Il 17 settembre 2013 venne invece pubblicato il suo primo singolo solista, Sorry, in collaborazione con il rapper statunitense Big Sean. Nello stesso anno partecipò al Giffoni Film Festival, incontrando i giurati all'interno della sala Truffaut della cittadella del cinema a Giffoni Valle Piana, in provincia di Salerno.
Nel 2015 prese parte alla serie televisiva Devious Maids - Panni sporchi a Beverly Hills, in cui interpretò Blanca Alvarez, una domestica amica delle protagoniste, per cinque episodi. Nel 2016, attraverso la rete social, annunciò la sua biografia Sorry Not Sorry: Dreams, Mistakes and Growing Up e nell'anno successivo vestì i panni di Felipa nel film commedia Mad Families. Nel 2018 diede vita al suo nuovo brand Jojo&Izzy e, nello stesso anno, le venne affidato il ruolo di Collette Jones nella serie Step Up: High Water, che interpretò per due stagioni prima della sua scomparsa.

### Vita privata
Nell'ottobre 2013 ufficializzò la sua relazione con il rapper statunitense Big Sean. Nell'aprile 2014, Big Sean dichiarò annullato il fidanzamento e le nozze con Naya attraverso un suo portavoce per la rivista US Weekly che citò: «Dopo un'attenta riflessione e con molto rispetto, Sean ha preso la difficile decisione di annullare il matrimonio. Le recenti voci e le accuse riportate da cosiddetti o finti informatori sono semplicemente false. Sean augura solo il meglio per Naya e spera ancora che possano continuare a lavorare sui loro problemi in privato. Da questo momento è silenzio stampa sulla vicenda».
Il 19 luglio 2014 sposò Ryan Dorsey a Cabo San Lucas, in Messico, alla presenza di un piccolo gruppo di amici e familiari. La coppia ebbe un figlio, Josey Hollis Dorsey, nato il 17 settembre 2015 presso il Cedars Sinai Medical Center di Los Angeles. Nel novembre 2016 Naya Rivera chiese il divorzio da Dorsey richiesta che poi però ritirò nell'ottobre 2017. Il mese successivo venne arrestata con l'accusa di violenza domestica nei confronti del marito, per poi essere rilasciata su cauzione di 1.000 dollari pagata dal suocero. In particolare, Rivera lo avrebbe colpito alla testa e al labbro durante una passeggiata insieme al figlio a Chesapeake, a seguito di una discussione sfociata nella violenza che Ryan Dorsey avrebbe filmato con il cellulare e mostrato agli agenti. Le accuse furono poi ritirate secondo un accordo stipulato per il mantenimento. Il divorzio dei due fu invece ufficializzato nel giugno 2018.

### Scomparsa e morte
L'8 luglio 2020 Naya Rivera venne dichiarata persona scomparsa dopo che suo figlio di quattro anni, Josey, fu ritrovato da solo nella barca che l'attrice aveva noleggiato per trascorrere un pomeriggio sul lago Piru, in California. Nello specifico, Josey, ritrovato ancora addormentato e con addosso un giubbotto di salvataggio, avrebbe raccontato agli investigatori che lui e sua madre sarebbero andati a nuotare e che lei non sarebbe tornata sulla barca. La borsa e il portafoglio di Rivera vennero recuperati sulla barca e la sua Mercedes G Wagon nera nel parcheggio, motivo per cui fu prontamente esclusa l'ipotesi di un allontanamento volontario.
Il dipartimento della contea di Ventura sospese l'operazione di ricerca e salvataggio quella stessa sera, ma annunciò l'intenzione di riprendere la mattina seguente. Il giorno successivo, l'attrice fu dichiarata presumibilmente morta per annegamento dalle autorità competenti. Il corpo fu poi rinvenuto quattro giorni più tardi, il 13 luglio (coincidentalmente al settimo anniversario della morte di Cory Monteith, suo collega sul set di Glee, deceduto nel 2013), venendo così dichiarata morta all'età di 33 anni.
Nel rapporto sono allegate anche le conclusioni dell'autopsia in cui si specifica che Rivera soffriva di vertigini, che peggioravano quando era in acqua, ma era considerata una buona nuotatrice e assumeva farmaci per tenere sotto controllo la nausea causata dalle vertigini. Recentemente aveva sofferto di un'infezione al seno e nel suo sistema furono trovate piccole quantità di diazepam (farmaco anti-ansia) e fentermina (soppressore dell'appetito), regolarmente prescritte dal suo medico. Il rapporto specifica che nessuna di queste condizioni causò la morte dell'attrice. È stata sepolta il 24 luglio al Forest Lawn Memorial Park di Hollywood Hills, Los Angeles.

### Causa legale successiva alla morte
Il 17 novembre la famiglia dell'attrice intentò una causa contro la contea di Ventura (la zona della California in cui si trova il lago Piru), lo United Water Conservation District (l'ente pubblico locale che si occupa della distribuzione delle acque) e l'azienda turistica Parks Management Company. Tutti i soggetti furono citati in giudizio con l'accusa di non aver avvertito visitatori e turisti del lago con una segnaletica adeguata sui possibili pericoli, come le correnti, la variazione di profondità dell'acqua o i detriti sottomarini. Inoltre, la barca che la Rivera aveva noleggiato per un giro con il figlio Josey non sarebbe stata equipaggiata con corrette attrezzature di sicurezza, ovvero una scala accessibile in modo sicuro, cima, radio e dispositivi di galleggiamento, in presunta violazione delle leggi della California. Due anni più tardi le parti in causa raggiunsero un accordo.

## Filmografia

### Cinema
- Il maestro cambiafaccia (The Master of Disguise), regia di Perry Blake (2002)
- Glee: The 3D Concert Movie, regia di Kevin Tancharoen (2011)
- Oltre il male (At the Devil's Door), regia di Nicholas McCarty (2014)
- Mad Families, regia di Fred Wolf (2017)

### Televisione
- The Royal Family – serie TV, 15 episodi (1991-1992)
- Willy, il principe di Bel-Air (The Fresh Prince of Bel-Air) – serie TV, episodio 3x16 (1992)
- 8 sotto un tetto (Family Matters) – serie TV, episodi 4x08-4x16-4x19 (1992-1993)
- Live Shot – serie TV, episodio 1x02 (1995)
- Baywatch – serie TV, episodio 7x05 (1996)
- Un genio in famiglia (Smart Guy) – serie TV, episodi 1x07-3x22 (1997-1999)
- Even Stevens – serie TV, episodio 3x09 (2002)
- 8 semplici regole (8 Simple Rules) – serie TV, episodio 3x06 (2004)
- The Bernie Mac Show – serie TV, 6 episodi (2002-2006)
- CSI: Miami – serie TV, episodio 7x09 (2008)
- Glee – serie TV, 113 episodi (2009-2015)
- Devious Maids - Panni sporchi a Beverly Hills (Devious Maids) – serie TV, 5 episodi (2015)
- RuPaul's Drag Race – reality show, episodio 9x04 (2017)
- Step Up: High Water – serie TV, 20 episodi (2018-2019)

### Doppiaggio
- Lolo Fuentes in American Dad!
- Selina Kyle/Catwoman in Batman: The Long Halloween, Part One, Batman: The Long Halloween, Part Two (postumo)

## Discografia

### EP
- 2019 – My Heart

### Singoli
- 2013 – Supermassive black hole (2Cellos feat Naya Rivera)
- 2013 – Sorry (feat. Big Sean)
- 2019 – Amazing Grace
- 2023 – You and I (con Jeffa Moore) (postumo)
- 2023 –  Preyer For The Broken (postumo)

## Audiolibri
- Sorry Not Sorry: Dreams, Mistakes, and Growing Up  ,(2020)

## Libri
- Sorry Not Sorry: Dreams, Mistakes, and Growing Up, TarcherPerigee;Illustrated edizione, 2016, ISBN 978-0399184987.

## Riconoscimenti

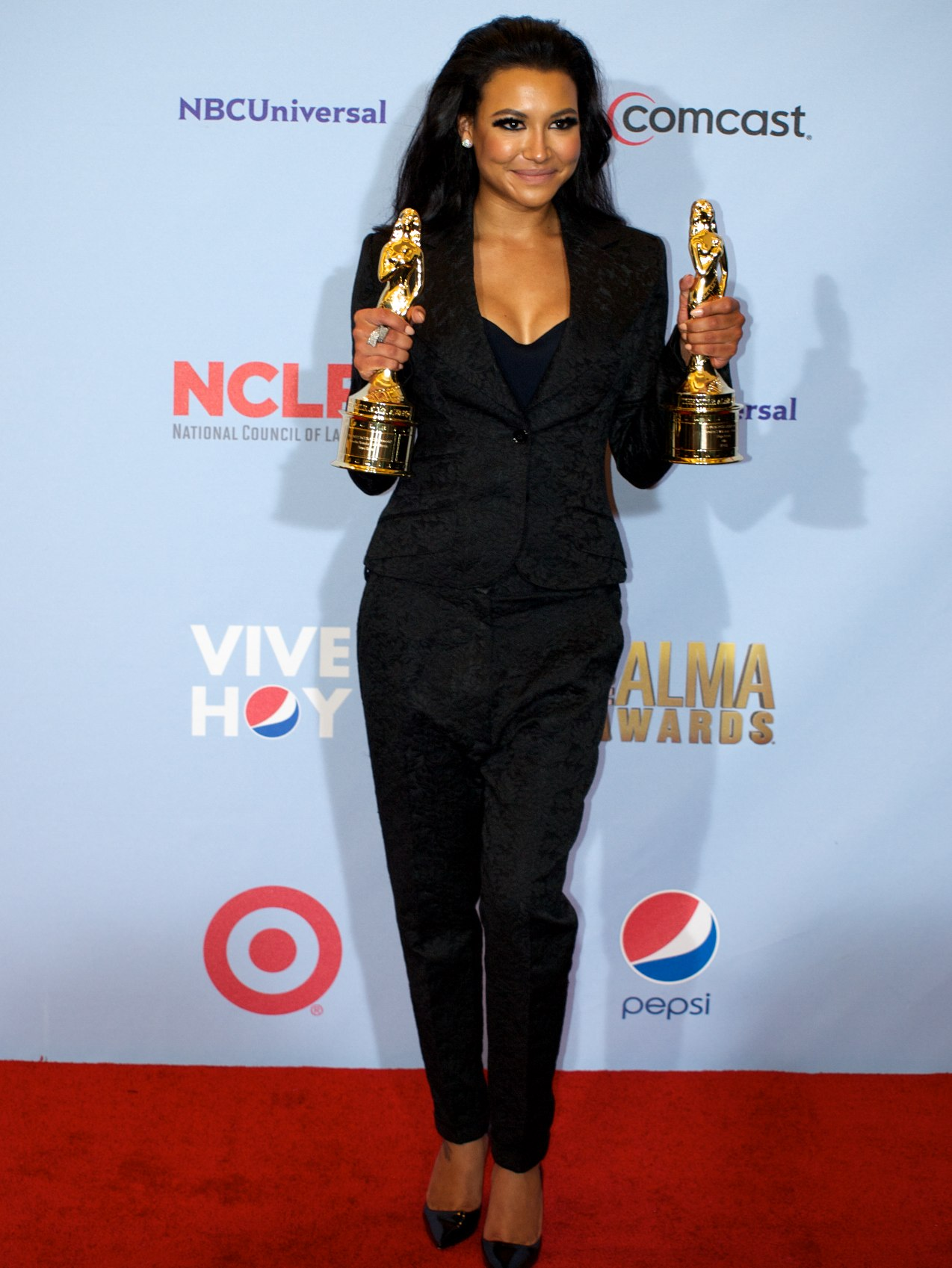
Naya Rivera agli ALMA Awards nel 2012

| Anno | Premio                            | Categoria | Risultato       |
| ---- | --------------------------------- | --- | --------------- |
| 1992 | Young Artist Awards               | Exceptional Performance by a Young Actress Under Ten                                                                     | Candidato/a     |
| 2010 | Screen Actors Guild Awards        | Outstanding Performance by an Ensemble in a Comedy Series                                                                | Vincitore/trice |
| 2010 | TV Land Awards                    | Future Classics (with: Glee Cast)                                                                                        | Vincitore/trice |
| 2010 | Imagen Awards                     | Best Supporting Actress—Television                                                                                       | Candidato/a     |
| 2010 | Teen Choice Awards                | Choice Music: Group | Candidato/a     |
| 2010 | Lesbian/Bi People's Choice Awards | Favorite Music Duo or Group (con il cast di Glee)                                                                        | Candidato/a     |
| 2010 | Gay People's Choice Awards        | Favorite Music Duo or Group (con il cast di Glee)                                                                        | Vincitore/trice |
| 2011 | Screen Actors Guild Awards        | Outstanding Performance by an Ensemble in a Comedy Series                                                                | Candidato/a     |
| 2011 | Grammy Award                      | Best Pop Performance by a Duo or Group with Vocals (per Don't Stop Believin)                                             | Candidato/a     |
| 2011 | Grammy Award                      | Best Compilation Soundtrack Album for a Motion Picture, Television or Other Visual Media (per Glee: The Music, Volume 1) | Candidato/a     |
| 2011 | Teen Choice Awards                | Choice Music: Group (con il cast di Glee)                                                                                | Candidato/a     |
| 2011 | ALMA Awards                       | Favorite TV Actress—Leading Role in a Comedy                                                                             | Candidato/a     |
| 2011 | ALMA Awards                       | Favorite Female Music Artist                                                                                             | Vincitore/trice |
| 2012 | Screen Actors Guild Awards        | Outstanding Performance by an Ensemble in a Comedy Series                                                                | Candidato/a     |
| 2012 | Grammy Awards                     | Best Compilation Soundtrack for Visual Media (per Glee: The Music, Volume 4)                                             | Candidato/a     |
| 2012 | My TV Awards                      | Ridiculously Good-Looking Female                                                                                         | Vincitore/trice |
| 2012 | My TV Awards                      | Supporting Actress in a Comedy                                                                                           | Vincitore/trice |
| 2012 | NewNowNext Awards                 | Cause You're Hot | Vincitore/trice |
| 2012 | ALMA Awards                       | Best Female Music Artist                                                                                                 | Vincitore/trice |
| 2012 | ALMA Awards                       | Favorite TV Actress – Comedy                                                                                             | Vincitore/trice |
| 2013 | Screen Actors Guild Awards        | Outstanding Performance by an Ensemble in a Comedy Series                                                                | Candidato/a     |
| 2013 | Giffoni Film Festival             | Giffoni Award | Vincitore/trice |
| 2014 | People's Choice Awards            | Favorite TV Gal Pals (con Lea Michele)                                                                                   | Vincitore/trice |
| 2014 | Teen Choice Awards                | Female Scene Stealer | Candidato/a     |

## Doppiatrice italiana
Nelle versioni in italiano dei suoi lavori, Naya Rivera è stata doppiata da:
- Valeria Vidali in Glee, Glee: The 3D Concert Movie, Devious Maids - Panni sporchi a Beverly Hills